# Riethnordhausen (Turíngia)
Riethnordhausen é um município da Alemanha localizado no distrito de Sömmerda, estado da Turíngia.
Pertence ao Verwaltungsgemeinschaft de Straußfurt.